# Resolució 54 del Consell de Seguretat de les Nacions Unides
La Resolució 54 del Consell de Seguretat de les Nacions Unides, aprovada el 15 de juliol de 1948, va determinar que la situació a Palestina constitueix una amenaça per a la pau en el sentit de l'article 39 de la Carta de les Nacions Unides. La resolució va ordenar a tots els governs i autoritats interessades que desistissin de més accions militars i que emetissin un alto el foc a les seves forces militars i paramilitars que tinguñes efecte en un moment determinat pel mediador en els pròxims tres dies. També va declarar que el no compliment d'aquestes ordres demostraria l'existència d'una violació de la pau en el sentit de l'article 39 de la Carta i requeriria una consideració immediata pel Consell.
La resolució també va ordenar que, com a qüestió de necessitat especial, es produís un alto el foc immediat i incondicional a la ciutat de Jerusalem l'endemà. La Resolució va instruir al Mediador de les Nacions Unides a continuar els seus esforços per desmilitaritzar la ciutat de Jerusalem i assegurar-li l'accés segur, examinar les presumptes infraccions de les treves anteriors establertes pel Consell i, per això, va demanar que el secretari general de les Nacions Unides li proporcioni el personal, el finançament i les instal·lacions necessàries per dur a terme les seves tasques.
La resolució es va aprovar amb set vots a favor. Síria va votar en contra de la resolució mentre que l'Argentina, l'RSS d'Ucraïna i la Unió Soviètica es van abstenir de votar.